# Ochromelinda abyssinica
Ochromelinda abyssinica är en tvåvingeart som beskrevs av Zumpt 1956. Ochromelinda abyssinica ingår i släktet Ochromelinda och familjen spyflugor.
Artens utbredningsområde är Etiopien. Inga underarter finns listade i Catalogue of Life.